# 丹·卡特
丹·卡特（英語：Dan Carter；1982年3月5日—）是一位新西蘭橄欖球運動員。他是新西蘭國家橄欖球隊的一員，代表新西蘭參加了2015年世界盃橄欖球賽 而且他曾经为十字军效力。他曾經三次當選國際橄欖球總會的年度最佳橄欖球選手。